# I Don't Care (chanson de Ricky Martin)
Pour les articles homonymes, voir I Don't Care.
I Don't Care une chanson de Ricky Martin datant de 2005 et en duo avec le rappeur américain Fat Joe ainsi qu'avec la chanteuse de R&B Amerie. Ce titre se retrouve très vite dans le top 10 américain.
Ricky Martin l'a interprétée lors de la cérémonie de clôture des jeux olympiques d'hiver de 2006 à Turin.